# Maurice Lurot
Maurice Lurot, né le 13 avril 1940 à Charleville, est un athlète français spécialiste du 800 mètres, comptant de nombreuses victoires au niveau international. Il est l'époux de Michèle Davaze.

## Biographie
Maurice Lurot est le fils de Maurice Lurot, militant de la CGT tué par un policier lors de la manifestation du 14 juillet 1953.

## Palmarès
- Il compte 39 sélections en équipe de France A et de nombreuses victoires.
- Il participe aux Jeux olympiques de 1964 à Tokyo, où il parvient en demi-finales.
- Il est l'actuel codétenteur du record de France du relais 4 × 800 mètres en salle (également record d'Europe à l'époque) dans le temps de 7 min 25 s 8, en compagnie de Jean-Claude Durand, Gérard Vervoort et Michel Samper (Stuttgart 14 février 1964).

| Date | Compétition            | Lieu     | Résultat | Épreuve | Performance  |
| ---- | ---------------------- | -------- | -------- | ------- | ------------ |
| 1963 | Championnats de France | Colombes | 1er      | 800 m   | 1 min 48 s 7 |
| 1964 | Championnats de France | Colombes | 1er      | 800 m   | 1 min 50 s 2 |
| 1965 | Championnats de France | Colombes | 1er      | 800 m   | 1 min 48 s 1 |
| 1966 | Championnats de France | Colombes | 1er      | 800 m   | 1 min 49 s 7 |

## Records
| Épreuve | Performance  | Lieu      | Date       |
| ------- | ------------ | --------- | ---------- |
| 800 m   | 1 min 47 s 2 | Colombes  | 02/10/1966 |
| 1 000 m | 2 min 19 s 6 | St Maur   | 02/06/1965 |
| 1 500 m | 3 min 41 s 1 | Stockholm | 03/08/1969 |